# Halowe Mistrzostwa Świata w Lekkoatletyce 2003 – bieg na 400 m kobiet
Bieg na 400 m kobiet – jedna z konkurencji rozgrywanych podczas halowych mistrzostw świata w lekkoatletyce w 2003. Eliminacje odbyły się 14 marca, półfinały miały miejsce 15 marca, finał zaś został rozegrany 16 marca.
Do eliminacji zgłoszonych zostało 29 zawodniczek z 23 państw.
Zawody w tej konkurencji wygrała reprezentantka Rosji Natalja Nazarowa. Drugą pozycję zajęła zawodniczka z Bahamów Christine Amertil, trzecią zaś reprezentująca Niemcy Grit Breuer.

## Wyniki

### Eliminacje
Źródło: 
Bieg 1
| Miejsce | Zawodniczka              | Państwo           | Wynik | Uwagi |
| ------- | ------------------------ | ----------------- | ----- | ----- |
| 1.      | Tonique Williams-Darling | Bahamy            | 52,04 | PB    |
| 2.      | Julija Pieczonkina       | Rosja             | 52,62 |       |
| 3.      | Jennifer Meadows         | Wielka Brytania   | 52,74 | PB    |
| 4.      | Sandrine Thiébaud-Kangni | Togo              | 53,51 |       |
| 5.      | Monika Niederstätter     | Włochy            | 53,57 |       |
| 6.      | Tiffany Barnes           | Stany Zjednoczone | 54,38 |       |

Bieg 2
| Miejsce | Zawodniczka        | Państwo           | Wynik | Uwagi |
| ------- | ------------------ | ----------------- | ----- | ----- |
| 1.      | Christine Amertil  | Bahamy            | 52,15 |       |
| 2.      | Monique Hennagan   | Stany Zjednoczone | 52,83 |       |
| 3.      | Karen Shinkins     | Irlandia          | 53,59 |       |
| 4.      | Carmo Tavares      | Portugalia        | 53,65 |       |
| 5.      | Damayanthi Dharsha | Sri Lanka         | 54,61 |       |
| 6.      | Klodiana Shala     | Albania           | 57,81 |       |

Bieg 3
| Miejsce | Zawodniczka             | Państwo         | Wynik | Uwagi |
| ------- | ----------------------- | --------------- | ----- | ----- |
| 1.      | Natalja Nazarowa        | Rosja           | 51,24 |       |
| 2.      | Catherine Murphy        | Wielka Brytania | 51,89 | SB    |
| 3.      | Ronetta Smith           | Jamajka         | 53,66 | SB    |
| 4.      | Maria Teresa Schutzmann | Włochy          | 54,51 |       |
| –       | Mireille Nguimgo        | Kamerun         | DSQ   |       |

Bieg 4
| Miejsce | Zawodniczka         | Państwo  | Wynik | Uwagi |
| ------- | ------------------- | -------- | ----- | ----- |
| 1.      | Swiatłana Usowicz   | Białoruś | 52,20 |       |
| 2.      | Aliann Pompey       | Gujana   | 52,86 | SB    |
| 3.      | Kaltouma Nadjina    | Czad     | 53,50 |       |
| 4.      | Antonina Jefremowa  | Ukraina  | 53,64 |       |
| 5.      | Salhate Djamalidine | Komory   | 58,88 |       |
| –       | Karla Hernández     | Salwador | DSQ   |       |

Bieg 5
| Miejsce | Zawodniczka       | Państwo   | Wynik | Uwagi |
| ------- | ----------------- | --------- | ----- | ----- |
| 1.      | Grit Breuer       | Niemcy    | 52,10 |       |
| 2.      | Sandie Richards   | Jamajka   | 52,46 |       |
| 3.      | Grażyna Prokopek  | Polska    | 52,72 | NR    |
| 4.      | Awatef Bin Husajn | Tunezja   | 54,01 |       |
| 5.      | Geisa Coutinho    | Brazylia  | 54,23 |       |
| 6.      | Yvonne Harrison   | Portoryko | 56,17 |       |

### Półfinały
Źródło: 
Bieg 1
| Miejsce | Zawodniczka       | Państwo         | Wynik | Uwagi |
| ------- | ----------------- | --------------- | ----- | ----- |
| 1.      | Natalja Nazarowa  | Rosja           | 50,90 |       |
| 2.      | Christine Amertil | Bahamy          | 51,11 | NR    |
| 3.      | Swiatłana Usowicz | Białoruś        | 52,18 |       |
| 4.      | Sandie Richards   | Jamajka         | 52,20 | SB    |
| 5.      | Aliann Pompey     | Gujana          | 52,74 | SB    |
| 6.      | Jennifer Meadows  | Wielka Brytania | 53,36 |       |

Bieg 2
| Miejsce | Zawodniczka              | Państwo           | Wynik | Uwagi |
| ------- | ------------------------ | ----------------- | ----- | ----- |
| 1.      | Grit Breuer              | Niemcy            | 51,56 | SB    |
| 2.      | Catherine Murphy         | Wielka Brytania   | 51,74 | PB    |
| 3.      | Monique Hennagan         | Stany Zjednoczone | 51,89 | PB    |
| 4.      | Grażyna Prokopek         | Polska            | 53,07 |       |
| –       | Julija Pieczonkina       | Rosja             | DSQ   |       |
| –       | Tonique Williams-Darling | Bahamy            | DSQ   |       |

### Finał
Źródło: 
| Miejsce | Zawodniczka       | Państwo           | Wynik | Uwagi |
| ------- | ----------------- | ----------------- | ----- | ----- |
| 01 !    | Natalja Nazarowa  | Rosja             | 50,83 |       |
| 02 !    | Christine Amertil | Bahamy            | 51,11 | NR    |
| 03 !    | Grit Breuer       | Niemcy            | 51,13 | SB    |
| 4.      | Catherine Murphy  | Wielka Brytania   | 51,99 |       |
| 5.      | Monique Hennagan  | Stany Zjednoczone | 52,08 |       |
| 6.      | Swiatłana Usowicz | Białoruś          | 52,72 |       |